# オーストリア国立銀行
オーストリア国立銀行（オーストリアこくりつぎんこう、ドイツ語: Oesterreichische Nationalbank; OeNB）はオーストリアの中央銀行。欧州中央銀行規程、国立銀行法などにより欧州中央銀行制度に加わり、また欧州中央銀行の傘下に置かれている。

## 沿革
オーストリアの中央銀行は、1816年に財政の支援と通貨制度の統制を目的にオーストリア初の通貨発行銀行として設立されたオーストリア国立特別銀行 (Privilegirte Oesterreichische National-Bank) まで遡ることができる。また同行は紙幣発行の独占権を得ていた。このとき初代総裁には共同設立者であるベルンハルト・フォン・エスケレス（Bernhard von Eskeles）が就任した。
1841年に特許を更新し、国債を担保に通貨を発行しようとする各州の株主の影響力を抑えた。1848年革命のとき、立憲主義者は同行の有力者から支持を得ていた。ここからおよそ一世紀、ロスチャイルド家がウィーンで金融政策を主導した。革命で銀貨への投機がおこった。ウィーン家のザロモンは財政が再建されるまで中央銀行の全主要取引に関わった。この過程でフランス資本が流入した。普墺戦争に対する反動として1867年12月24日ラテン通貨同盟に部分的参加。その後アウスグライヒを受けて1878年に中央銀行もオーストリア＝ハンガリー銀行（eine österreichisch-ungarische Bank）へ改称した。
長い議論を経て、1892年から1900年にかけて金本位制を採用していった。
第一次世界大戦では中央銀行が戦費の四割を供給した。戦後のインフレはイタリア・フランス・チェコスロバキアの援助（Genfer Protokolle）が和らげた。1920年にハンガリー王国が独立したので、1923年に中央銀行はオーストリア国立銀行となった。世界恐慌期、1931年5月8日から15日の一週間で金・外国為替準備が発券高の83.5％から67.5％にまで落ちた。このときにクレディタンシュタルト（1997年からオーストリア銀行）もろとも破綻し、国際決済銀行に信用供与を求めた。フランスはこれに対して自国の信用供与の条件として独墺関税同盟の破棄を要求し、両政府はその破棄を宣言した。
1933年ヴェルグルで流通していた自由貨幣を裁判によって禁止、完全雇用に近かったヴェルグルは30％近い失業率を記録した。1938年のアンシュルスによってオーストリアがナチス・ドイツに併合されると、オーストリア国立銀行もドイツのライヒスバンクに吸収された。
第二次世界大戦後のオーストリアの独立回復と共に国立銀行も再建された。1947年西ドイツ同様の通貨改革を断行した。1952年デフレ政策。1955年に公社化。欧州自由貿易連合加盟後は冷戦の影響で、特段自律的な経済政策をとることができなかった。
1979年8月30日、本館の大部分を火災で損傷。翌月から東ドイツ人が西ドイツへ亡命する事件が頻発した。
1995年欧州連合に加盟。1998年欧州中央銀行制度に参加。翌年ユーロ導入。

## 形態・組織

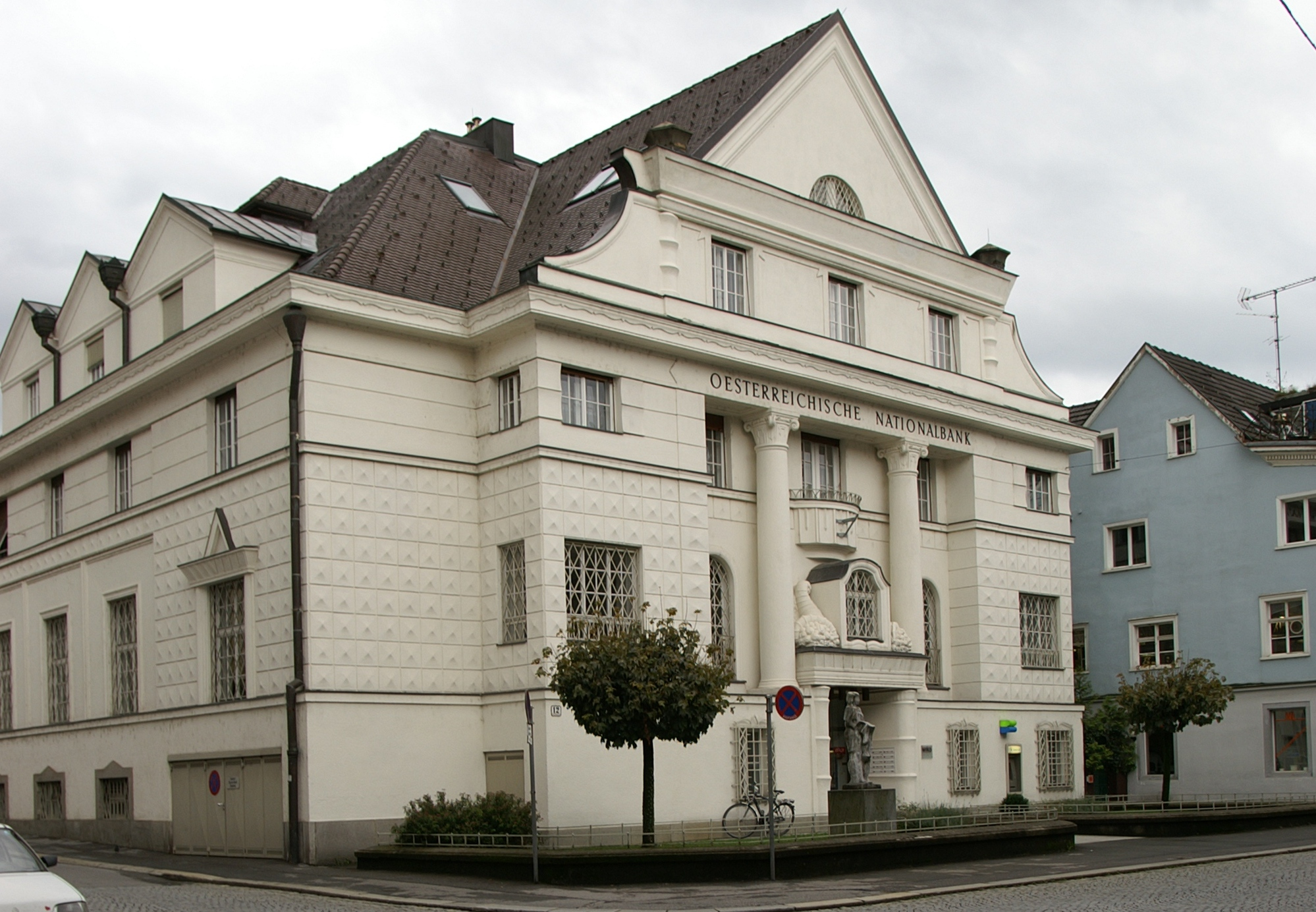
ブレゲンツにある支店

### 設立形態
オーストリア国立銀行は独特の性質を持つ株式会社で、ローマ条約や欧州中央銀行規程がとくに定めていない範囲に限って会社法の規程が適用される。もともとオーストリア国立銀行の株式はオーストリア共和国政府がその半数を、利害関係を持つ銀行や保険会社が残りを保有していた。ところが株式を保有していた BAWAG P.S.K. が不祥事を起こし、 BAWAG P.S.K およびその筆頭株主のオーストリア労働組合連盟 (ÖGB) が保有率を引き下げた結果、政府は70.2%を保有するようになった。

### 組織
オーストリア国立銀行の機関には 株主総会(Generalversammlung) 、監理会 (Generalrat) 、役員会 (Direktorium) がある。

#### 株主総会
株主は毎会計年度の最初の4か月の間に監理会の決議で開かれる株主総会でその権利を行使する。株主総会は以下のような役割を持つ。
- 銀行運営について監理会から報告を受ける
- 年度末決算を承認し、監理会や役員会の責任を免除 (Entlastung) する
- 利益分配に関する決議の採択する
- 株式の譲渡を承認する
- 監理会の構成員および会計監査役を選出する
- 株主提案を採択する

#### 監理会
監理会は欧州中央銀行制度と関連しない分野の業務を監理することが使命である。そのため監理会は一般の株式会社における取締役会に相当する。監理会は14人で構成されており、その内訳は、議長、副議長、連邦政府が指名した6人、株主総会で選出された6名で、任期は5年である。
監理会の主な任務には以下のようなものが挙げられる。
- 重要資産の購入・売却を承認する
- 株主総会に提出するため、年度末決算案を採択する
- 連邦政府に対して役員会の人事案を提出する

#### 役員会
役員会はオーストリア国立銀行の業務を統括する機関である。欧州中央銀行制度の目的を追求するため、役員会は欧州中央銀行の指示に拘束される。
役員会は総裁、副総裁、と2人の役員で構成される。4人の役員は連邦政府の助言を受けて連邦大統領が指名し、また株主総会でも提案されて任命される。役員の任期は5年である。
欧州中央銀行の政策理事会、一般理事会を構成する立場としては、オーストリア国立銀行総裁は完全に独立していることとされている。

## 任務
オーストリア国立銀行が欧州中央銀行制度に組み込まれたことにより、中央銀行としての多くの機能は欧州中央銀行に移管された。とりわけ欧州中央銀行制度の枠組みにおける金融政策協力においてオーストリア中央銀行の任務は物価安定の維持が主要な目的となっている。
そのほか以下のことが任務として挙げられる。
- 政府の金融監督を協力することによる国内金融市場の安定の確保
- 欧州中央銀行が許容する範囲内での紙幣に関する業務
- 商業銀行に対する融資による現金の供給
- TARGET（欧州連合全体での決済システム）や ARTIS （オーストリア国立銀行と商業銀行間での決済システム）のサービス提供
- 欧州中央銀行政策理事会の決定の範囲内での金融政策措置の実施
- 統計・分析

このほかオーストリア国立銀行は法令で授権された金融関連業務を実施している。